# نشر چشمه
نشر چشمه مؤسسه‌ای انتشاراتی در ایران است که عمدتاً در زمینهٔ ادبیات فعالیت می‌کند. فعالیتش را از سال ۱۳۶۳ شروع کرد. مدیر این انتشارات حسن کیائیان است. بر اساس گزارش بانک اطلاعات خانهٔ کتاب و ادبیات ایران، از سال ۱۳۶۳ تا ۱۴۰۳ مجموعاً بالغ بر ۸٬۳۰۱ عنوان کتاب چاپ اول و تجدیدچاپ در این انتشارات عرضه شده است؛ اما مجموع کتاب‌های چاپ نخست این نشر تا زمستان ۱۴۰۳، بالغ بر ۲٬۵۰۰ عنوان بوده است.

این ناشر آثار نویسندگان مطرح متعددی را طی سال‌های فعالیتش منتشر کرده است؛ از آن جمله می‌توان اشاره کرد به محمود دولت‌آبادی، ژاله آموزگار، احمد تفضلی، ابوالقاسم اسماعیل‌پور، رضا جولایی، حسین سناپور، شمس لنگرودی، احمد پوری، سروش حبیبی، اسدالله امرایی، فریدون مشیری، هوشنگ ابتهاج، سعیده قدس، بلقیس سلیمانی، محمدرضا شفیعی کدکنی، حسن ذوالفقاری، احمد شاملو، اصغر فرهادی، نجف دریابندری، حسن میرعابدینی، فریبا وفی، علی‌اشرف درویشیان، مصطفی کمال پورتراب، مصطفی مستور، علی حصوری و… این انتشارات در خرداد ۱۳۹۱ از سوی وزارت ارشاد لغو مجوز شد. و در زمان دولت یازدهم فعالیتش را از سر گرفت. این نشر از زمان تأسیس در حوزه‌های مختلف هنر و ادبیات مانند داستان، شعر، نمایشنامه، فیلم‌نامه، سینما، تحقیقات ادبی،
متون کهن، فلسفه، علوم اجتماعی، اسطوره و تاریخ فعالیت کرده است.

## تاریخچه
نشر چشمه در سال ۱۳۶۳ فعالیتش را آغاز کرد و طی چهل سال ۲۵۰۰ اثر منتشر کرده است.
- حسن کیائیان نخستین تجربه و گام، جدی در کار و بار نشر کتاب و کتاب‌فروشی را در همکاری مشترک با محمدرضا اصلانی مدیر نشر نقره و دوست هم‌دانشگاهی‌اش کاظم فرهادی و شراکت مالی مدیر شرکت هم‌ونقل هم‌رزم شیپینگ با یک میلیون تومان سرمایه‌گذاری رقم خورد.[۷] قرار شد، بررسی و انتخاب و تأیید هر کتاب در نشر نقره با نظر هر سه نفر باشد؛ اما چندی نگذشت این قاعده نقض شد و حسن کیائیان و کاظم فرهادی از ادامه شراکت با محمدرضا اصلانی انصراف دادند.[۸] تصمیم دیگر آن شد تا درخشنده مدیر شرکت حمل‌ونقل حسن کیائیان مشترکاً کتاب‌فروشی و نشری را راه‌اندازی کنند و با سرمایه‌گذاری دومیلیون‌تومانی برای خرید سرقفلی مغازه‌ای سی‌ودومتری در خیابان کریم‌خان زند و تجهیز آن همکاری آغاز شد.[۹] نام آن را شمس لنگرودی پیشنهاد کرده بود سال ۱۳۶۳ رسماً کارش آغاز شد.[۱۰]
- نخستین کتاب نشر به نام «سرفراز و آزاد» اثر هوارد فاست به ترجمه عبدالحسین شریفیان نیمه دوم سال ۱۳۶۳ منتشر شد.[۱۱] نخستین تجربهٔ مدیر نشر چشمه در انتشار کتاب با تجربهٔ سانسور همراه شد.[۱۲] پس از چندی شریک حسن کیائیان بااطلاع از وضع سود اندک و ناچیز کسب‌وکار کتاب، عدم برآورده شدن انتظار مالی‌اش از کار کتاب‌فروشی انصرافش را از ادامه شراکت اعلام کرد.[۱۳] حسن کیائیان برای آن‌که صاحب اختیار مغازه شود؛ موظف شد سه‌میلیون و پانصدهزار تومان به شریکش بدهد و کار و کسب کتاب را از آن خود کند.[۱۴] سرانجام با وام، نقد کردن خانه و ماشین این رقم را تأمین کرد و مدیر و صاحب اختیار فروشگاه و نشر چشمه شد.[۱۵]
- در سال‌های آغازین عده کارهای نشر چشمه اعم از انتخاب و سفارش کتاب، نمونه‌خوانی، تصحیح دیگر مسائل فنی را حسن کیائیان انجام می‌داد و کارهای ویراستاری متون هم بر عهده کاظم فرهادی بود.[۱۶] بعداز کتاب «سرفراز و آزاد»
- این نشر کتاب‌های «روح‌القدس؛ مجموعه روزنامه» به تصحیح و کوشش محمد گلبن – روزنامه‌ای به صاحب امتیازی و مدیرمسئولی سلطان العلماء خراسانی- و فیلم‌نامه «نبرد الجزایر» نوشته -فرانکو سولیناس به ترجمه کاظم فرهادی هم منتشر کرد که چندان در فروش شکست خورد.[۱۷] عملاً در آغاز راه به دلیل عدم تجربه کاری حسن کیائیان در کار نشر، با آزمون خطا پیش رفت. در این مسیر آزمون خطا مجموعه شعرهایی از شمس لنگرودی و فرشته ساری را نیز منتشر کرد.[۱۸] از طرفی در کتاب‌فروشی چشمه هم بیش‌تر سعی در آن داشت علائق خود را دنبال کند؛ اما پس از چندی که اقبال از آثار ذبیح‌الله منصوری را دید، ترجمه‌های این اهل قلم هم برای عرضه به مخاطب‌ها در فروشگاه چشمه عرضه کرد؛ در حالی که پیش‌تر نسبت به عرضه کتاب‌های ذبیح‌الله منصوری مقاومت داشت و به این کار تن نمی‌داد.[۱۹][۲۰]انتشار آثار فریدون مشیری و تجدیدچاپ کتاب‌های نایاب این شاعر مطرح و پرطرفدار به کسب‌وکار نشر چشمه و حسن کیائیان رونقی دوچندان داد.[۲۱] فریدون مشیری واسطه آشنایی و تعامل مدیر نشر چشمه با هوشنگ ابتهاج شد و آن آشنایی منجر به انتشار کتاب آینه در آینه شد.[۲۲] تدریجاً آثاری از دیگر نویسندگان سرشناس ادبیات ایران را منتشر کرد. ازجمله می‌توان اشاره کرد به کتاب‌های آهوی بخت من گزل و جای خالی سلوچ از محمود دولت‌آبادی و سال‌های ابری اثر علی‌اشرف درویشیان.[۲۳]
- نشر چشمه در دههٔ دوم فعالیتش آثاری از احمد شاملو، حسن میرعابدینی، احمدی پوری را منتشر کرد. دوره دو جلدی صد سال داستان‌نویسی ایران،[۲۴] مجموعه شعرهایی از ناظم حکمت و پابلو نرودا به ترجمه احمد پوری[۲۵] و نیز ترجمه مشترک احمد شاملو و عین پاشایی از شعرهای جهان از جمله آثار منتشر شده در این دوره است.[۲۶] در اوایل همین دههٔ ۱۳۷۰ است که آثاری از سعیده قدس[۲۷] و نجف دریابندری[۲۸] و حسین سناپور[۲۹] از سوی این نشر منتشر شد. نشر چشمه در کنار نشر کتاب‌های ادبیات و علوم انسانی، سه اثر درسی نیز طی سال‌های دههٔ ۱۳۷۰ منتشر کرد که درآمد ساز بود در افزایش سرمایه مالی ناشر مؤثر بود. این کتاب‌های عبارت بودند از تئوری موسیقی مصطفی کمال پورتراب، فارسی عمومی تألیف حسن ذوالفقاری و دورهٔ سه‌جلدی ریاضی پنجم ابتدایی با نام «آزمون هوشمند» تألیف اسکندر ظاهری[۳۰] در اواخر دههٔ ۱۳۷۰ نشر چشمه با دریافت وام از وزارت ارشاد اسلامی، این نشر دفتری در محدودهٔ خیابان انقلاب در سه طبقه خرید.[۳۱]

## تحریریهٔ چشمه
- در فاصلهٔ ۱۳۸۰ تا ۱۳۸۵ حسن میرعابدینی به‌عنوان دبیر بخش داستان، نشر چشمه فعالیت کرد. او مسئولیت بررسی آثار داستانی برای چاپ و نشر را بر عهده داشت. همچنین، روزبه صدرآرا، دبیری تدوین و ترجمهٔ آثاری در حوزهٔ پُست‌مدرنیسم را عهده‌دار بود. تدریجاً بخش‌های مختلف تحریریهٔ نشر چشمه شکل گرفت و هر بخش دبیر مجزایی پیدا کرد.[۳۲] از نیمهٔ دههٔ ۱۳۸۰ تولید کتاب‌های نشر چشمه شتاب بیش‌تری گرفت.
- بهرنگ کیائیان در نیمهٔ دههٔ ۱۳۸۰ با مسئولیت مدیریت تحریریه به کسب‌وکار خانوادگی پیوست و دبیران دیگری از جمله مهدی یزدانی‌خرم و محسن آزرم، سمیه نوروزی، امیر نصری و… به همکاری دعوت شدند.[۳۳] شمار قابل‌توجهی از آثار داستان‌نویسان جوان در فاصلهٔ نیمهٔ دههٔ ۱۳۸۰ تا اواخر دههٔ ۱۳۹۰ در این نشر منتشر شد. از جمله کتاب‌های سینا دادخواه، نسیم مرعشی، مهدی‌یزدانی خرم، مصطفی مستور، امیرحسین یزدان‌بد، گروس عبدالملکیان، عطیه عطارزاده، سارا سالار، مهسا محب‌علی، کاوه فولادی‌نسب، مهدی‌افروزمنش و…[۳۴][۳۵]

## کتاب‌فروشی‌ها
- کتاب‌فروشی، خیلی زود پاتوق اهل قلم شد. فروشگاه چشمه تا دو دهه بعد علاوه بر کتاب‌فروشی دفتر این نشر هم بود و کارهای متعدد نشر اعم از قرار با نویسندگان و مترجم‌ها، انتخاب و بررسی کتاب‌ها، پیگیری روند تولیدشان در همین فروشگاه انجام می‌شد. علاوه آن چهره‌هایی متعددی از اهل قلم به آن‌جا سر می‌زدند، از جمله شمس لنگرودی، کاظم فرهادی، فریدون مشیری، حسن میرعابدینی، احمد پوری و… این جمع‌های ترکیبی از حلقه‌ای از دوستان دانشگاهی حسن کیائیان و اهالی قلم بود.[۳۶][۳۷] یکی از آن هم‌دانشگاهی‌ها جعفر فروزانی از اهالی بوشهر بود. او واسطه آشنایی حسن کیائیان با عبدالحسین شریفیان مترجم «سرفراز و آزاد» شد. همکاری این مترجم با نشر چشمه تا واپسین سال‌های عمرش ادامه پیدا کرد، این همکاری بیست‌وپنج سال ادامه یافت.[۳۸]
- در واپسین دومین دههٔ فعالیت کتابفروشی و نشر چشمه، فروشگاه کوچک چشمه به محل کنونی در تقاطع خیابان کریم‌خان زند و خیابان میرزای شیرازی نقل مکان کرد. فروشگاه چشمه در محل جدید کارش را از بهار ۱۳۸۲ آغاز کرد. در شرایطی که حسن کیائیان عملاً بیش‌تر بر فعالیت‌های صنفی در اتحادیه ناشران و کتاب‌فروشان تهران متمرکز بود کاوه کیائیان از زمستان ۱۳۷۹ عهده‌دار مدیریت فروشگاه چشمه شد. این فروشگاه به سرمایه ۲۱۰ میلیون تومان خریداری و بازسازی و تجهیز شد و بخش کافه و بخش موسیقی هم به آن اضافه شد. با راه‌اندازی فرشگاه در محل جدید و ایجاد فضای کافه در نیم‌طبقه بالای فروشگاه استقبال جوان‌ترها نسل جدید اهالی قلم و روزنامه‌نگارها نیز از فروشگاه بیش‌تر شد.[۳۹] کافهٔ کتاب‌فروشی نشر چشمه تا از سال ۱۳۸۱ تا ۱۳۸۴ و روی کارآمدن دولت محمود احمدی‌نژاد برپا بود اما با روی کار آمدن دولت احمدی‌نژاد کافه این فرشگاه و شماری دیگر از کافه‌کتاب‌ها از جمله ویستار تعطیل شدند.[۴۰]
- پس نخستین فرشگاه چشمه کریمخان،[۴۱] دومین فروشگاه کتاب چشمه در مجتمع تجاری کوروش راه‌اندازی شد. زمستان سل ۱۳۹۳ دومین فروشگاه کتاب چشمه افتتاح شد.[۴۲][۴۳]
- نشر چشمه از آغاز فعالیت تا کنون (۱۴۰۳) ۲۴ فروشگاه کتاب تأسیس کرده است؛ که برخی از آن‌ها جابه‌جا شدند یا جمع شدند[۴۴][۴۵] الان سیزده فروشگاه فعال است.
- فروشگاه چشمه بابل (۱۳۹۶)،[۴۶]
- چشمه کارگر (۱۳۹۷)،[۴۷]
- چشمه دلشدگان (۱۳۹۷)[۴۸]
- چشمه رشت (۱۳۹۹)،[۴۹]
- چشمه جم (۱۴۰۰)،[۵۰]
- چشمه گیلگمش (۱۴۰۱)،[۵۱]
- چشمه فلامک (۱۴۰۲)[۵۲]
- فروشگاه‌های چشمه دلشدگان آرمیتاژ[۵۳]
- چشمه استانبول[۵۴]
- چشمه البرز[۵۵]
- چشمه دانشگاه[۵۶]سال ۱۴۰۲ تأسیس شده است.[۵۷]

## مرکز پخش چشمه
- روزبه کیائیان دومین فرزند حسن کیائیان زمستان ۱۳۷۷ به کار و کسب پدرش در نشر چشمه پیوست.[۵۸] مسئولیت توزیع کتاب‌های نشر چشمه به فرشگاه‌های کتاب را بر عهده گرفت. این نشر در آغاز انباری ۱۷ متری را در اختیار داشت؛ تدریجاً با گسترش کار در اواخر دههٔ ۱۳۷۰ به انباری ۱۳۰متری در محدودهٔ خیابان آبان نقل مکان کرد و سال ۱۳۷۹ با خرید دفتر نشر، انبار و انتشاراتی نشر چشمه به محدودهٔ خیابان انقلاب منتقل شد.[۵۹]
- سال ۱۳۸۱ دفتر توزیع کتاب‌های نشر چشمه تأسیس شد، که عهده‌دار مأموریت توزیع و عرضه کتاب‌های این نشر به کتاب‌فروشی‌ها بود و طی نزدیک به ۱۵ سال فعالیت از ۱۳۸۱ تا ۱۳۹۵ با بالغ بر ۲۵۰ فروشگاه در تعامل و ارتباط کاری بود. از نیمهٔ دههٔ ۱۳۹۰ دفتر توزیع نشر چشمه، فعالیتش به مرکز پخش محصولات فرهنگی چشمه ارتقا داد و علاوه بر توزیع کتاب‌های نشر چشمه آثار دیگر ناشران هم در ایران توزیع می‌کند.[۶۰]

## نشرهای خانوادهٔ چشمه
- نشر چشمه در دههٔ چهارم فعالیت، در فاصلهٔ سال‌های ۱۳۹۳ تا ۱۴۰۳، به‌طور گسترده در حوزهٔ کتاب‌فروشی، مرکز توزیع محصولات فرهنگی، تولید کتاب‌های صوتی، و گسترش تولید کتاب در حوزه‌های مختلف نشر با نشرهای مستقل و ماموریت‌های مجزا گام برداشت و با نام خانوادهٔ فرهنگی چشمه فعالیتش را دنبال می‌کند. بعد از تجربهٔ تعلیق حسن کیائیان و فرزندانش به صرافت آن افتادند فعالیت‌هایشان را گسترش بدهند؛ متأثر از آن تجربه تعلیق و ارزیابی‌هایی که صورت گرفت.[۶۱] به‌تدریج، نشرهای دیگر با مأموریت‌های متفاوت از چشمه هم، ذیل بنگاه انتشارتی شکل گرفت.[۶۲]
- مجوز فعالیت نشر چرخ به صاحب‌امتیازی روزبه کیاییان سال ۱۳۸۹ صادر شد.[۶۳][۶۴]

فعالیت نشر چرخ از نیمهٔ دوم دههٔ ۱۳۹۰ به‌طور رسمی آغاز شد. این نشر با مأموریت انتشار کتاب‌های، علوم انسانی، اندیشه سیاسی و جامعه‌شناسی فعالیتش را دنبال می‌کند.
- نشر کتاب چ ناشر کتاب کودک و نوجوان مجموعه نشر چشمه است.

نخستین اثر این نشر سال ۱۳۹۷ منتشر شد. عمده کتاب‌های این نشر بر اساس تفکیک‌بندی‌های گروه سنی انجام شده است. بر اساس گزارش بانک اطلاعات خانه کتاب و ادبیات تا سال ۱۴۰۳ مجموعاً ۳۸۵ اثر در این نشر چاپ و تجدید چاپ شده است.
- نشر گیلگمش فعالیتش را از سال ۱۳۹۸ آغاز کرد.

نخستین اثر این نشر در همین سال منتشر شد. نشر گیلگمش با مأموریت انتشار کتاب‌های حوزه هنرهای تجسمی، سینما و نظریه‌های هنری کارش را پیش می‌برد. در نشر چرخه مجموعه‌های متعددی در موضوع‌های مختلف هنر و زیبایی‌شناسی و فلسفه هنر تعریف شده است؛ از آن جمله می‌توان اشاره کرد به کارناوال؛ دربرگیرنده کتاب‌های تاریخ هنر، هنرمندان، مکاتبات هنری همچنین مجموعه کولاژ؛ دربرگیرنده جستار، تفسیر و خاطرات همچنین کانون؛ دربرگیرنده نظریهٔ هنر، فلسفه هنر، جامعه‌شناسی هنر و در نهایت کارگاه؛ که ذیل این بخش آثار هنری ارائه می‌شود. بر اساس گزارش بانک اطلاعات خانه کتاب و ادبیات تا سال ۱۴۰۳ مجموعاً ۱۳۷ اثر در این نشر چاپ و تجدید چاپ شده است.
- نشر دیوار از سال ۱۴۰۲ فعالیتش را آغاز کرده است. این نشر آثاری در حوزه‌های سبک زندگی و کسب وکار را منتشر می‌کند. آثار تولیدی این نشر به دو بخش عمده از دریچه زندگی و از دریچه کسب‌وکار تفکیک شدند.[۷۰] بر اساس گزارش بانک اطلاعات خانهٔ کتاب و ادبیات تا سال ۱۴۰۳ مجموعاً ۱۱۱ اثر در این نشر چاپ و تجدید چاپ شده است.[۷۱]
- رادیو گوشه ناشر صوتی کتاب‌های نشر چشمه است؛[۷۲] که علاوه بر تولید نسخه‌های صوتی کتاب‌های نشر چشمه و نشرهای مرتبط با این مجموعه نسخهٔ صوتی کتاب‌های دیگر ناشران هم تولید و عرضه می‌کند.[۷۳]

## تعلیق
- نشر چشمه در دوره فعالیت چهل‌ساله‌اش دوباره فعالیتش به تعلیق درآمد. نخستین‌بار در واپسین سال‌های دههٔ ۱۳۶۰ بود. عملاً دههٔ نخست فعالیت نشر چشمه با تعلیق یک‌ساله پایان رسید. در فاصلهٔ سال‌های ۱۳۶۹–۱۳۷۰ به برخی از ناشران قدیمی از جمله نشرهای آگاه و نشر چشمه برای ادامه فعالیت پروانه نشر نداد و عملاً یک سالی فعالیت نشر معلق مانده بود.[۷۴] در فاصلهٔ ۱۳۵۷ تا ۱۳۶۸ناشران الزامی به تهیه پروانه نشر برای فعالیت‌شان نداشتند، اما از اواخر دههٔ ۱۳۶۰ دریافت جواز نشر یکی دیگر از ضوابط اعلامی شورای عالی انقلاب فرهنگی برای استمرار فعالیت ناشران بود. نشر چشمه نیز برای دریافت مجوز نشر اقدام کرده بود اما بیش از یک سال به این درخواست پاسخ داده نشد.[۷۵] علت عدم صدور مجوز فعالیت این نشر در دههٔ ۱۳۶۰ به‌طور رسمی این‌گونه اعلام شده بود که کتاب‌فروشی چشمه محل رفت‌وآمد توده‌ای‌هاست.[۷۶]
- دومین دوره تعلیق نشر چشمه به دورهٔ ریاست‌جمهوری محمود احمدی‌نژاد بازمی‌گردد. براساس گزارش‌های موجود فعالیت نشر چشمه تحت شعاع تصمیم‌های این کارگزار فرهنگی دولت محمود احمدی‌نژاد قرار گرفت. در واپسین سال‌های دههٔ ۱۳۸۰، بهمن درّی اخوی به معانت فرهنگی ارشاد منصوب شد.[۷۷] رسانه‌ها از عملکرد بد او در دوره سرپرستی معاونت فرهنگی ارشاد گزارش دادند.[۷۸]
- از اواخر سال ۱۳۹۰ کتاب‌های ارسالی نشر چشمه برای دریافت مجوز به مدت طولانی و غیرمعمولی معطل می‌مانند و شمار آثاری که رد شدند و مجوز نشر نمی‌گرفتند رو به فزونی گذاشت.[۷۹] در آن دورهٔ زمانی قریب دویست کتاب نشر چشمه در فرایندهای متعدد دریافت مجوز، بررسی، اعلام وصول بودند.[۸۰] خرداد ۱۳۹۱ بهمن دری اخوی از تعلیق فعالیت نشر چشمه خبر داد.[۸۱] بر اساس گزارش‌های آثار متعددی از این نشر نیز غیرقابل چاپ اعلام شده بود و این دلیل زمینه‌ساز برخورد با این نشر شد. موضوعی که معاون وقت فرهنگی ارشاد بهار ۱۳۹۱ در گفت‌وگویی بر آن صحه گذاشت.[۸۲] مسئولان وقت ارشاد، در بهار سال ۱۳۹۱ اجازه حضور این نشر در بیست و پنجمین نمایشگاه بین‌الملی کتاب تهران را نمی‌دهند.[۸۳][۸۴]
- حسن کیائیان در واکنش به اظهارت معاون وقت فرهنگی ارشاد عنوان کرد از پنج‌ماه قبل از اعلامی رسمی این خبر از سوی مقامات فعالیت‌شان به حالت تعلیق درآمده است.[۸۵] بهمن دری اخوی ادعا کرده بود؛ کتاب «روز حسین» نوشته محمد رحمانیان از سوی این نشر برای دریافت مجوز ارسال شده است؛ در حالی که اثری اهانت‌آمیز پیشوای سوم شیعیان است.[۸۱]

حسن کیائیان این ادعا را رد کرد.
- اعمال محدودیت‌های صرفاً به تعلیق فعالیت‌های نشر چشمه محدود نماند و ناشران دیگری مانند اختران، آگاه[۸۶][۸۷] پیدایش، ثالث نیز با تنبیه‌ها و پیگردهایی از سوی مقام‌های فرهنگی ارشاد روبرو شدند.[۸۸]
- در زمستان ۱۳۸۹ حسن کیائیان مدیر نشر چشمه از جوسازی‌ها و بولتن‌سازی‌های علیه ناشران مستقل انتقاد کرده بود و از مسئولان وقت ارشاد، در برابر بولتن‌سازی‌ها دفاع کنند. بر اساس گزارش حسن کیائیان، در بولتن‌سازی رقم خورده علیه ناشران اتهام‌ه براندازی نرم علیه آن‌ها مطرح شده بود.[۸۹] در میان ناشران متهم به «براندازی نرم»، نام‌های نشر نی، چشمه، ققنوس، عطایی، روشنگران و مطالعات زنان، اختران، و کویر به چشم می‌خورد.[۹۰]
- کتابی که معاونت وزارت ارشاد دلیل لغو پروانهٔ نشر چشمه عنوان کرده است، نمایشنامهٔ روز حسین نوشتهٔ محمد رحمانیان است که سومین نمایش‌نامه از یک سه‌گانه می‌باشد. دو نمایش‌نامهٔ اول و دومِ این سه‌گانه به نام‌های «پل» و «اسب‌ها» پیش‌تر بر صحنه اجرا شده و حتی برندهٔ جایزهٔ برخی از جشنواره‌های مذهبی شده بود. طرح اولیهٔ نمایش‌نامهٔ سوم (روز حسین) را مسئولان بخش تئاتر تأیید کرده بودند اما برای اجرا به مشکل برخورده بود. به همین دلیل خود نویسنده از ناشر درخواست کرده بود که از انتشار کتاب انصراف دهد. این همان زمان (سال ۱۳۸۹) از ادارهٔ کتاب خواستار عودت اثر به ناشر شده و پروندهٔ کتاب بسته شده بود.[۹۱] حسن کیائیان مدیریت نشر چشمه، پس از آن با انتشار توضیحاتی گفت در مدت سی سال فعالیت این انتشارات، «حتی یک صفحه کتاب بدون مجوز منتشر نکرده است» و با رد ادعای بهمن دری دربارهٔ عرضه کتابی ضد امام حسین، «سوء تفاهم پیش آمده» را ناشی از عدم دریافت پیام اثر دانسته و اصلی‌ترین مشکل ممیزی در وزارت ارشاد را «ساختاری» و «معلول بضاعت ادبی بررسان» دانسته بود.[۹۲]
- سرانجام بهمن‌ماه ۱۳۹۳ پس از قریب دو سال اعلام شد؛ نشر چشمه می‌تواند از اسفند ماه همان سال پس از ۲۴ ماه فعالیتش را از سر بگیرد و دوره تعلیق فعالیت این نشر پایان رسیده است.[۹۳] حسن کیائیان در پیامی از مساعدت کارگزاران فرهنگی دولت حسن روحانی در رفع تعلیق نشر چشمه تشکر کرد.[۹۴] بازگشت نشر چشمه پس از تعلیق همزمان با آغاز چهارمین دههٔ فعالیت این نشر شد.

## کتاب‌ها
- بر اساس گزارش بانک اطلاعات خانه کتاب و ادبیات ایران از سال ۱۳۶۳ تا ۱۴۰۳ بالغ بر مجموعاً ۸۳۰۱ عنوان کتاب چاپ اول و تجدیدچاپ در این انتشارات عرضه شده است.[۹۵]

اما مجموع کتاب‌های چاپ نخست این نشر چشمه تا زمستان ۱۴۰۳، بالغ بر ۲۵۰۰ عنوان بوده است.
- این ناشر آثار نویسندگان مطرح متعددی را طی سال‌های فعالیتش منتشر کرده است؛ از آن جمله می‌توان اشاره کرد به محمود دولت‌آبادی، ژاله آموزگار، احمد تفضلی، ابوالقاسم اسماعیل‌پور، رضا جولایی، حسین سناپور، شمس لنگرودی، احمد پوری، سروش حبیبی، اسدالله امرایی، فریدون مشیری، هوشنگ ابتهاج، سعیده قدس، بلقیس سلیمانی، محمدرضا شفیعی کدکنی، حسن ذوالفقاری، احمد شاملو، اصغر فرهادی، نجف دریابندری، حسن میرعابدینی، فریبا وفی، علی‌اشرف درویشیان، مصطفی کمال پورتراب، مصطفی مستور، علی حصوری و… فهرستی از کتاب‌های نشر چشمه که مقاله‌های آن‌ها در ویکی‌پدیا موجود است، ارائه شده است.